# 渡邊宙明
渡邊宙明（日语：／ Michiaki Watanabe，1925年8月19日—2022年6月23日，音樂生涯中所使用的姓名讀音為「わたなべ ちゅうめい」），出生於日本愛知縣名古屋市，日本作曲家、編曲家。以「ちゅうめい」為化名。曾參與過各種特攝節目和機器人動畫的配樂製作。
其父親為渡邊俊雄，是渡邊興業社長和名古屋螺絲製造株式會社（現美拉株式會社）的創始人。其兒子為編曲家渡边俊幸。孫女是偶像渡邊真子 。

## 來歷
渡邊出生於愛知縣名古屋市。曾在愛知県立明倫中学校(現・愛知県立明和高等学校)、第八高等学校理科、東京大学文学部心理学科畢業。
初中時受到美國電影的影響，渡邊對音樂產生了興趣，並受到朋友的影響搬到了縣立三中（現兩國高中），開始自學吹奏口琴。就讀於東京大學期間師從團伊玖磨，就讀研究生院時師從諸井三郎的影響下持續學習音樂。之後，因父親去世回到名古屋市，並為中部日本放送的廣播劇作曲，開始作為作曲家的活動。
1950年代，渡邊返回東京，於1956年參與了《人形佐七捕物帖 妖艶六死美人》進行他第一部的電影配樂。並在1958年加入日本音樂著作權協會，從1950年代後半期到1960年代期間，他以新東寶的作品為起點創作了大量的電影配樂。並在1967年向爵士音樂家渡邊貞夫學習爵士樂理論，並深受深受作曲和編曲的影響。自1970年代開始，他開始負責流行特攝和動漫節目的音樂製作，並以使用小號、長號、電吉他、電貝司、鼓、定音鼓為核心的獨特音樂，給孩子們留下了深刻的印象。同時也購買了穆格合成器並使用在《無敵鐵金剛》。後來曾為民族音樂合唱曲『恐山』負責作曲、並製作成LP，使藝能山城組名聲大噪。
2016年，渡邊獲得第25屆日本電影影評人大獎動畫部傑出服務獎。2019年，獲得文化廳電影獎（電影成就類）。2021年獲得東京國際動畫博覽會所舉行的東京動畫獎功勞獎。2022年6月23日，渡邊在東京澀谷區的一家醫院，因年邁造成的心臟衰竭去世。享耆壽96歲。

## 音樂風格
渡邊宙明的音樂以其獨特的旋律風格著稱，經常在前奏曲、BGM或是藍色音符等情況下以小調五聲音階為核心，這個特點通常被稱呼為「宙明節」（ちゅうめいぶし），或被稱為宙明音（宙明サウンド）。其中主題曲的最後一個音調到最高音，具有心理声学的刺激效果。
在歌詞與歌詞之間，時常會插進獨特的即興擬音（如：「バンバラバンバンバン〜」「ダダッダー！」「バンババン〜」「ガンガガン」「ザンザンザザン〜」「イェイイェイイェ〜イワ〜オ！」等），也是渡邊宙明音樂作品的一大特徵。除了即興加入之外，也有後來再追加補上的例子。渡邊表示覺得在歌詞裡有所表達不足之處時，會以此種手法反覆應用。

## 主要作品

### 真人

#### 電影
- 人形佐七捕物帖 妖艶六死美人（1956年）
- 人形佐七捕物帖 大江戸の丑満時（1957年）
- 怪談かさねが渕（日语：怪談かさねが渕 (1957年の映画)）（1957年）
- 超级巨人系列
  - 鋼鉄巨人（1957年）
  - 続鋼鉄巨人（1957年）
  - 鋼鉄巨人 怪星人の魔城（1957年）
  - 鋼鉄巨人 地球滅亡寸前（1957年）
- ひばりが丘の対決（1957年）
- 将軍家光と天下の彦左（1957年）
- 毒婦高橋お伝毒婦高橋お伝 (映画)（日语：毒婦高橋お伝毒婦高橋お伝 (映画)）（1958年）
- 亡霊怪猫屋敷（日语：亡霊怪猫屋敷）（1958年）
- 汚れた肉体聖女（日语：汚れた肉体聖女）（1958年）
- 東海道四谷怪談（日语：東海道四谷怪談 (1959年の映画)）（1959年）
- 女体渦巻島（1960年）
- 黄線地帯 イエローライン（日语：黄線地帯 イエローライン）（1960年）
- 地獄（1960年電影）（日语：地獄 (1960年の映画)）（1960年）
- 殴り込み艦隊（1960年）
- 忍者 （1962年）
- 続・忍者（日语：続・忍びの者）（1963年）
- 新・忍者（日语：新・忍びの者） (1963年)
- 忍者部隊（日语：月光忍者部隊月光#映画版）（1964年）
- 忍びの者 伊賀屋敷（日语：忍びの者 伊賀屋敷）（1965年）
- ぼくどうして涙がでるの（日语：ぼくどうして涙がでるの）（1965年）
- 博奕打ち（日语：博奕打ち） 不死身の勝負（1967年）
- 妖怪百物語（1968年）
- 眠狂四郎人肌蜘蛛（1968年）
- 东海道惊魂（1969年）
- 女左膳 濡燕獨臂斬（1969年）
- 秘録怪猫伝（日语：秘録怪猫伝）（1969年）
- 傷だらけの人生（日语：傷だらけの人生）（1971年）
- 種族同盟#映画（日语：黒の奔流）（1972年）
- 三池監獄 兇悪犯（日语：三池監獄 兇悪犯）（1973年）
- 三代目襲名（日语：三代目襲名）（1974年）
- ひとごろし（日语：ひとごろし）（1976年）
- 人造人間電腦黑魔（1995年）
- 海賊戰隊豪快者_VS_宇宙刑事卡邦_The_Movie（2012年）
  - 與山下康介合作
- 宇宙刑事卡邦：劇場版（日语：宇宙刑事ギャバン THE MOVIE）（2012年）
  - 山下康介合作
- 电脑奇侠REBOOT（2014年）
  - 主題歌與編曲擔任
- 伊利斯1964（日语：ネズラ1964）（2020年）[14]
- 怪猫狂騒曲（日语：怪猫狂騒曲）（2022年）[15]

#### 電視劇
- あるぷす大将#1964年版（日语：あるぷす大将）（1964 - 1965年）
- オレとシャム猫（日语：オレとシャム猫）（1969年）
- 絢爛たる復讐（日语：絢爛たる復讐 (テレビドラマ)）（1969年）
- 五番目の刑事（日语：五番目の刑事）（1969 - 1970年）
- 女殺し屋 花笠お竜（日语：女殺し屋 花笠お竜）（1969年 - 1970年）
- 竹千代と母（日语：竹千代と母）（1970年）
- 真昼の月（日语：事故 (松本清張)#1972年版）（1972年）
- どっこい大作（日语：どっこい大作）（1973 - 1974年）
- ザ・ボディガード（日语：ザ・ボディガード）（1974年）
- 大非常線（日语：大非常線）（1976年）※與内藤孝敏共作

#### 特攝劇
- 忍者部队月光（1964 - 1966年）
- 电脑奇侠（1972 - 1973年）
- 电脑奇侠01（1973 - 1974年）
- 闪电人（1973 - 1974年）
- 闪电人f（1974年）
- 超級戰隊系列
  - 秘密戰隊五連者（1975 - 1977年）
  - JAKQ電擊隊（1977年）
  - 戰鬥狂熱 J（1979 - 1980年）
  - 電子戰隊電磁人（1980 - 1981年）
  - 太陽戰隊太陽火神（1981 - 1982年）
  - 大戰隊GOGGLE V（1982 - 1983年）
  - 超力戰隊王連者（1995 - 1996年）
    - 一部插入歌與作曲擔當

  - 轟轟戰隊冒險者（2006 - 2007年）
    - 一部插入歌與作曲擔當

  - 轟轟戰隊冒險者VS超級戰隊（2007年）
    - 一部劇中音樂、ED作編曲擔當。

  - 獸拳戰隊激氣連者（2007 - 2008年）
    - 一部劇中音樂、ED作編曲擔當。

  - 侍戰隊真劍者（2009 - 2010年）
    - 一部劇中音樂、ED作編曲擔當。

  - 天裝戰隊護星者（2010 - 2011年）
    - 一部劇中音樂、ED作編曲擔當。

  - 海賊戰隊豪快者（2011 - 2012年）
    - 一部劇中音樂、ED作編曲擔當。

  - 機界戰隊全開者（2021年）[16][17][16]
    - 與大石憲一郎合作
- 伏魔三剑侠（1975 - 1976年）
- 超神三战士（1976 - 1977年）
- 大铁人17（1977年）
- 透明的小鸟（1978年）
- 蜘蛛人（1978年）
- 金屬英雄系列
  - 宇宙刑事Gavan（1982 - 1983年）
  - 宇宙刑事Sharivan（1983 - 1984年）
  - 宇宙刑事Shaider（1984 - 1985年）
  - 巨獸特搜Juspion（1985 - 1986年）
  - 時空戰士Spielban（1986 - 1987年）
  - 機動刑事Jiban（1989 - 1990年）
    - 劇伴担当。

  - 特搜Exceedraft（1992 - 1993年）
    - 一部挿入歌、作編曲擔當。

  - 特搜機器人Janperson（1993 - 1994年）
    - 一部挿入歌、作編曲擔當。

  - 蓝色特警组Blue SWAT（1994 - 1995年）
    - 一部挿入歌、作編曲擔當。

  - 重甲B-Fighter（1995 - 1996年）
    - 一部挿入歌、作曲擔當。

  - 超重甲B-Fighter Kabuto（1997 - 1998年）
    - 一部挿入歌、作曲擔當。

  - 宇宙刑事 NEXT GENERATION（日语：宇宙刑事 NEXT GENERATION）（2014年）
    - 與Project.R共作
- 假面騎士系列
  - 假面騎士BLACK（1987 - 1988年）
    - 一部挿入歌、作曲擔當。

  - 假面騎士BLACK RX（1988 - 1989年）
    - 一部挿入歌、作編曲擔當。
- LADY BATTLE COP（日语：女バトルコップ）（1990年）
  - ED主題歌作曲擔當
- Galaxy Lloyd Cosmo X（日语：銀河ロイドコスモX）（2001年）
- SPACE SQUAD（2017年）
  - 與亀山耕一郎共作。

### 動畫

#### 電視動畫
- 無敵鐵金剛（1972 - 1974年）
  - 劇場作品的音楽擔當
- 金剛大魔神（1974 - 1975年）
- 小蜜蜂寻亲记（1974年）
  - OP作編曲
- 鋼鐵吉克（1975 - 1976年）
- まんが名作劇場 海螺小姐 （1975 - 1997年）
  - 一部OP、片尾編曲擔當。
- 無敵龍捲風（1976 - 1977年）
- 電磁超人飛金剛（1977年）
- おれは鉄兵（日语：おれは鉄兵）（1977 - 1978年）
- 野球狂の詩（日语：野球狂の詩）（1977 - 1979年）
- 最强机器_大王者（1981 - 1982年）
- 光速电神（1983 - 1984年）
- 雷射戰士（1984 - 1985年）
- 機器勇士（1986 - 1987年）
  - 後期OP及挿入歌作編曲擔當
- 變形金剛Ｖ（1989年）
  - 主題歌作曲。
- 蓋特機器人號（1991 - 1992年）
  - 初期主題歌2曲。
- 神魂合體（2003 - 2004年）
- 光之美少女（2004 - 2005年）
  - 挿入歌(「キュア・アクション」「プリティー・エクササイズ」)作曲
- 我，要成為雙馬尾（2014年）
  - 挿入歌與作曲
- 動作女英雄啦啦水果（2017年）
  - 特別主題曲「超天界カミダイオー」作曲

#### OVA
- 戰鬥吧！！伊庫薩1（1985 - 1987年）
- 學園特捜光園（日语：学園特捜ヒカルオン）（1987年）
- 破邪大星彈劾凰（日语：破邪大星ダンガイオー）（1987 - 1989年）
- 雷納劍狼傳奇（日语：レイナ剣狼伝説）（1988年）
- 流星學士（日语：流星機ガクセイバー）（1993 - 1994年）
  - 主題歌･挿入歌・一部ＢＧＭ作編曲擔當
- 合體機器阿特蘭格（日语：合体ロボット アトランジャー）（2012年）
  - 主題歌の作曲を担当。

### 廣播劇
- 流星機ガクセイバー
  - 主題歌･挿入歌作編曲擔任
- 魔神凱撒
  - CD化以『魔神凱撒傳』改題。

### 遊戲
- LD遊戲（日语：LDゲーム） アルベガス（1984年、SEGA）
- 超級英雄作戰（日语：スーパーヒーロー作戦）（主題歌）
- 明白了力量（日语：ガチャフォース）（主題歌）
- 任天堂DS装星機ガジェットロボ（日语：装星機ガジェットロボ）OP「戦え! ガジェットロボ」擔任
- 偶像大師_灰姑娘女孩_星光舞台「ヒーローヴァーサス　レイナンジョー」(2020年、編曲大石憲一郎、作詞藤林聖子)

### 其他
綜藝節目
- 独占!女の60分（日语：独占!女の60分）（1975年 - 1992年）
- 東映公認 鈴村健一・神谷浩史の仮面ラジレンジャー（日语：東映公認 鈴村健一・神谷浩史の仮面ラジレンジャー）（文化放送）「緊急発信!ラジレンジャー」「Shake Hands」作曲
- アニソン・アカデミー（日语：アニソン・アカデミー）（NHK-FM放送）　校歌（編曲田中公平）

運動節目
- SUN電視台スポーツ中継テーマソング「スプリング・レディー・バード」
  - 現在でもサンテレビボックス席使用されている。

舞台
- 「快傑!!児雷也」（1977年）
  - 舟木一夫の公演で劇伴・主題歌「快傑!!児雷也」的作編曲擔當。

CM
- 索尼互動娛樂「みんなのGOLF（日语：みんなのGOLF）」(ゴルファー戦士篇)（1997年）
- キリンビバレッジ（日语：キリンビバレッジ）「アミノサプリ（日语：アミノサプリ）」（2003年 - 2004年、2004年 - 2005年）
  - 「麒麟戦隊アミノンジャー（日语：麒麟戦隊アミノンジャー）」系列作編曲擔任。CM使用的BGM大部分來自《秘密戰隊五連者》劇中的BGM。
- 金鳥（日语：大日本除虫菊） 虫コナーズ 「虫コナーズで名言を」系列（2021年）[18]

校歌
名古屋市立陽明小学校校歌　双葉の子
- 名古屋電気学園（日语：愛知工業大学）学園歌[19]

地區活動
- 超城合体タメノブーンV（日语：超城合体タメノブーンV）（社區建設角色）主題曲（2016年）[20][21]

## 外部連結
- 官方网站
- 渡辺宙明サウンドルーム （页面存档备份，存于）
- マイナビインタビュー記事（2009年12月29日）『マジンガーZ』や『人造人間キカイダー』を手がけたアニメ・特撮音楽の巨匠・渡辺宙明氏 - 宙明サウンドの秘密に迫る! （页面存档备份，存于）